# Strépy-Bracquegnies
Strépy-Bracquegnies (en való Sterpi-Bracgnere) és un antic municipi de Bèlgica a la província d'Hainaut que el 1977 va fusionar amb la ciutat de La Louvière. Té 8425 habitants i té una superfície de 7,7 km². Està regat per l'Haine, el Thiriau du Luc i el Canal del Centre.
El primer assentament documentat data del del Paleolític del qual van trobar-se mines de sílex. Traces d'una vil·la romana del segle ii van descobrir-se. Un cementiri merovingi amb més de 120 tombes forma una de les troballes arqueològiques més important del poble.
A l'edat mitjana, l'activitat econòmica principal va ser l'agricultura, tot i que ja hi havia una explotació artesanal del carbó. La industrialització de veritat només va començar el 1715. Després de l'ocàs de l'explotació minera vers 1958 la reconversió industrial va fer-se molt a poc a poc. El Canal del Centre i els seus ascensors navals, declarats patrimoni de la Humanitat comença a fomentar una activitat turística. Avui compta amb dos polígons industrials quasi complets. Atreuen principalment Pimes industrials i de serveis. Un tercer polígon està projectat. El Port autònom del Centre i de l'Oest (PACO) va construir una dàrsena al canal nou i desenvolupar una zona d'activitats logístiques.

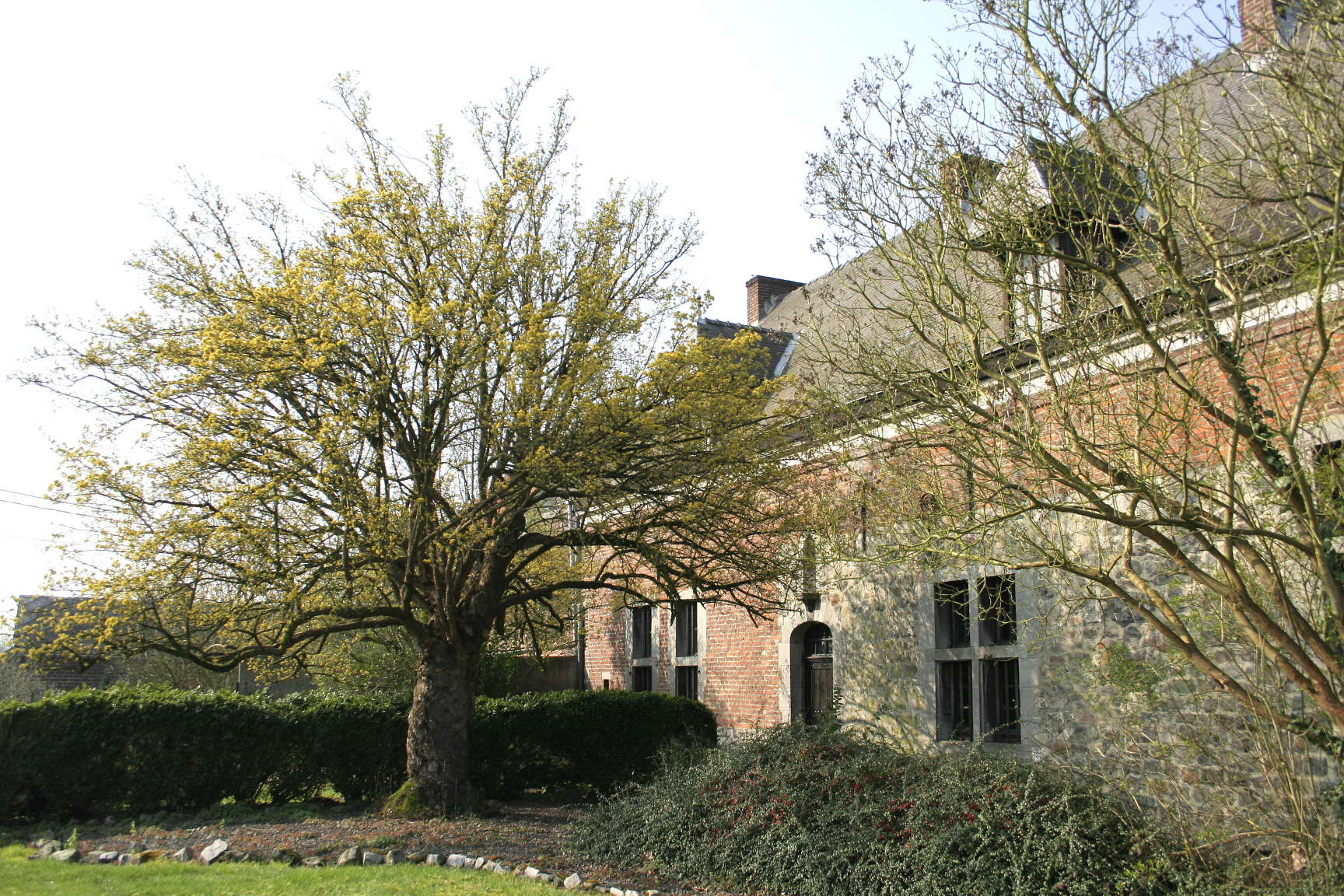
Lloc nadal de Madelgari de Soignies
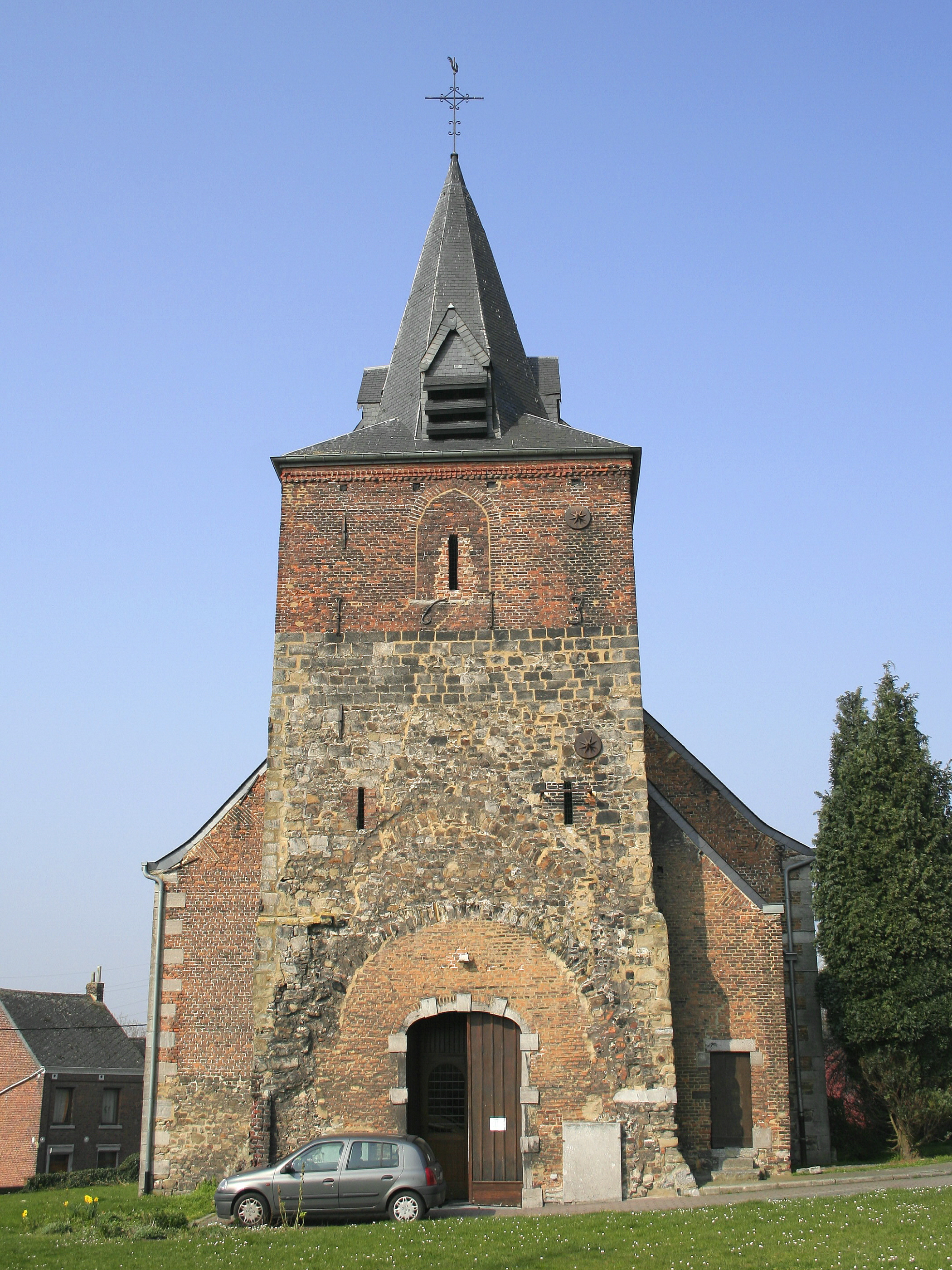
Església de Martí de Tours
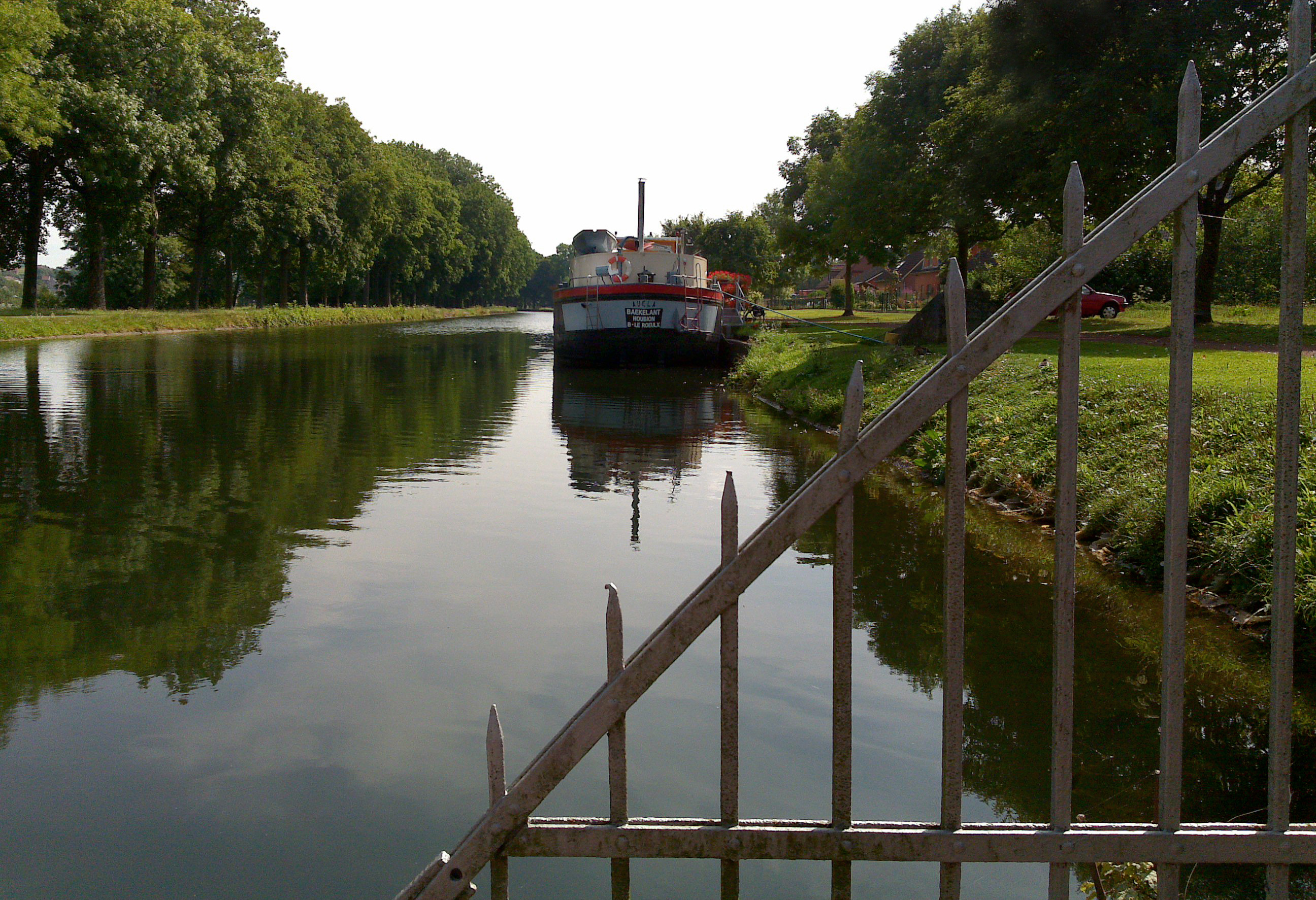
L'antic Canal del Centre
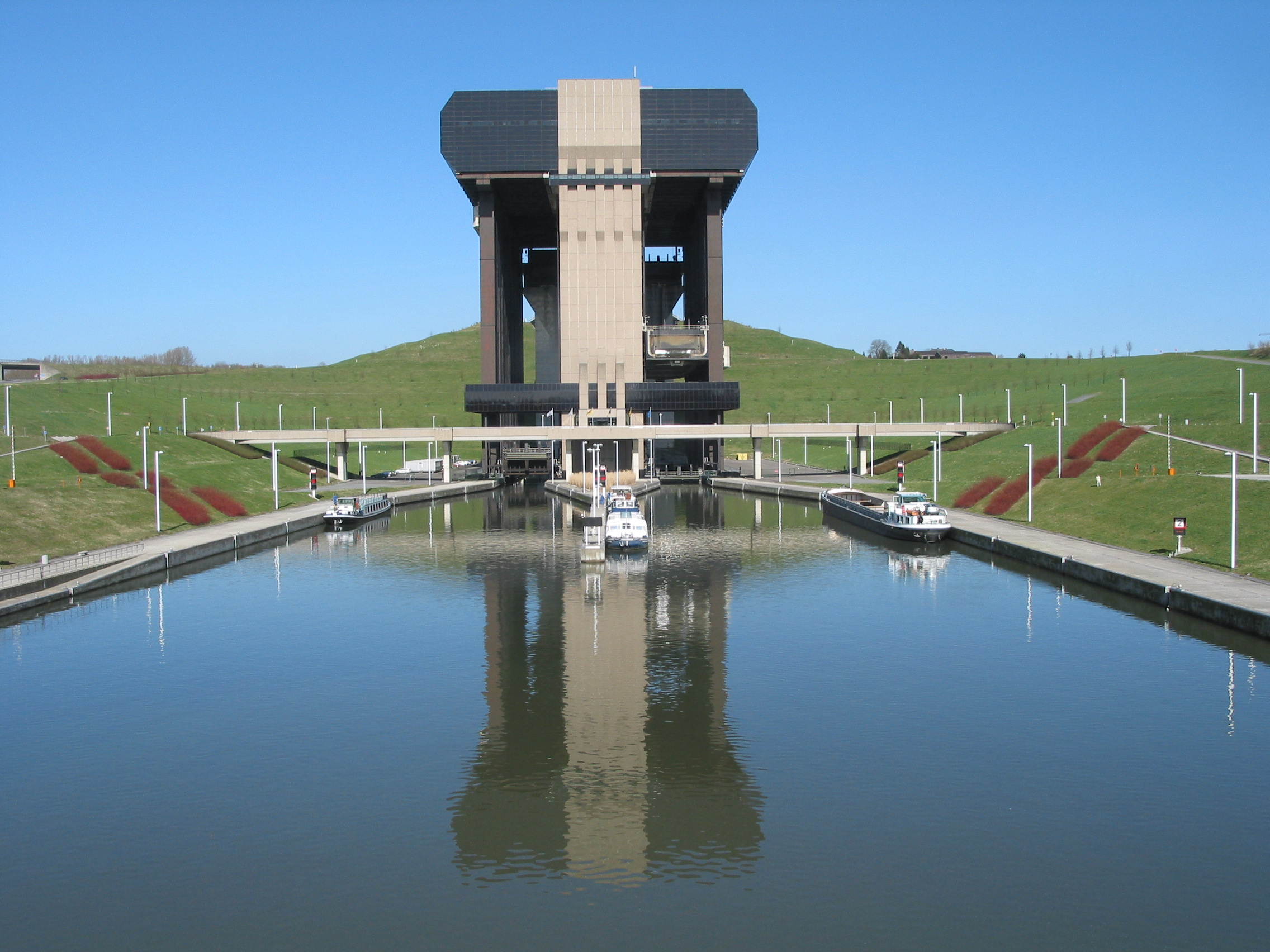
Ascensor naval de Strépy-Thieu

## Llocs d'interès
- L'antic canal del Centre i els seus ascensors navals (Patrimoni de la Humanitat
- L'Ascensor naval de Strépy-Thieu
- Els estanys de Strépy, a la vall de l'Haine

## Fills predilectes
- Madelgari de Soignies dit Sant Vicenç de Soignies (607-677)
- Léon Hurez (1924-2004), burgmestre de La Louvière i ministre belga